# Serbia all'Eurovision Song Contest
La Serbia ha partecipato per la prima volta, come nazione indipendente, all'Eurovision Song Contest il 10 maggio 2007 dopo la separazione con il Montenegro avvenuta nel giugno del 2006, e subito ha ottenuto la vittoria. Nel 2014 ebbe la sua prima e, finora, unica assenza.

## Partecipazioni
- Primo posto
- Secondo posto
- Terzo posto
- Ultimo posto

| Anno                            | Artista                | Canzone           | Lingua         | Posizione           | Posizione           | Posizione           | Posizione           |
| Anno                            | Artista                | Canzone           | Lingua         | Finale              | Punti               | Semi                | Punti               |
| ------------------------------- | ---------------------- | ----------------- | -------------- | ------------------- | ------------------- | ------------------- | ------------------- |
| 2007                            | Marija Šerifović       | Molitva           | Serbo          | 1º                  | 268                 | 1º                  | 298                 |
| 2008                            | Jelena Tomašević       | Oro               | Serbo          | 6º                  | 160                 | Paese ospitante     | Paese ospitante     |
| 2009                            | Marko Kon & Milaan     | Cipela            | Serbo          | Non qualificata     | Non qualificata     | 10º                 | 60                  |
| 2010                            | Milan Stanković        | Ovo je Balkan     | Serbo          | 13º                 | 72                  | 5º                  | 79                  |
| 2011                            | Nina                   | Čaroban           | Serbo          | 14º                 | 85                  | 8º                  | 67                  |
| 2012                            | Željko Joksimović      | Nije ljubav stvar | Serbo          | 3º                  | 214                 | 2º                  | 159                 |
| 2013                            | Moje 3                 | Ljubav je svuda   | Serbo          | Non qualificata     | Non qualificata     | 11º                 | 46                  |
| Nessuna partecipazione nel 2014 |                        |                   |                |                     |                     |                     |                     |
| 2015                            | Bojana Stamenov        | Beauty Never Lies | Inglese        | 10º                 | 53                  | 9º                  | 63                  |
| 2016                            | Sanja Vučić ZAA        | Goodbye (Shelter) | Inglese        | 18º                 | 115                 | 10°                 | 105                 |
| 2017                            | Tijana Bogićević       | In Too Deep       | Inglese        | Non qualificata     | Non qualificata     | 11º                 | 98                  |
| 2018                            | Sanja Ilić & Balkanika | Nova deca         | Serbo          | 19º                 | 113                 | 9º                  | 117                 |
| 2019                            | Nevena Božović         | Kruna             | Serbo, inglese | 18º                 | 89                  | 7º                  | 156                 |
| 2020                            | Hurricane              | Hasta la vista    | Serbo          | Edizione cancellata | Edizione cancellata | Edizione cancellata | Edizione cancellata |
| 2021                            | Hurricane              | Loco loco         | Serbo          | 15º                 | 102                 | 8º                  | 124                 |
| 2022                            | Konstrakta             | In corpore sano   | Serbo, latino  | 5º                  | 312                 | 3º                  | 237                 |
| 2023                            | Luke Black             | Samo mi se spava  | Inglese, serbo | 24º                 | 30                  | 10°                 | 35                  |
| 2024                            | Teya Dora              | Ramonda           | Serbo          | 17º                 | 54                  | 10º                 | 47                  |
| 2025                            | Princ                  | Mila              | Serbo          | Non qualificata     | Non qualificata     | 14º                 | 28                  |

Note:
- Il brano Nova deca contiene frasi in dialetto torlacco.
- Nel 2009 una giuria venne chiamata a ripescare un paese tra quelli non classificati per la finale: sfortunatamente per la Serbia, classificatasi al 10º posto, la giuria preferì la Croazia classificatasi al 13º posto.
- Se un paese vince l'edizione precedente, non deve competere nelle semifinali nell'edizione successiva. Inoltre, dal 2004 al 2007, i primi dieci paesi che non erano membri dei Big 4 non dovevano competere nelle semifinali nell'edizione successiva. Se, ad esempio, Germania e Francia si collocavano tra i primi dieci, i paesi che si erano piazzati all'11º e al 12º posto avanzavano alla serata finale dell'edizione successiva insieme al resto della top 10.

## Statistiche di voto
Fino al 2025, le statistiche di voto della Serbia sono:
| # | Stato   | Punti |
| - | ------- | ----- |
| 1 | Italia  | 96    |
| 2 | Svezia  | 84    |
| 3 | Russia  | 73    |
| 4 | Ucraina | 71    |
| 5 | Francia | 69    |

| # | Stato              | Punti |
| - | ------------------ | ----- |
| 1 | Croazia            | 157   |
| 2 | Macedonia del Nord | 150   |
| 3 | Slovenia           | 144   |
| 4 | Montenegro         | 138   |
| 5 | Svizzera           | 116   |

| # | Stato              | Punti |
| - | ------------------ | ----- |
| 1 | Ungheria           | 156   |
| 2 | Croazia            | 155   |
| 3 | Macedonia del Nord | 144   |
| 4 | Svezia             | 130   |
| 5 | Slovenia           | 129   |

| # | Stato              | Punti |
| - | ------------------ | ----- |
| 1 | Macedonia del Nord | 254   |
| 2 | Croazia            | 247   |
| 3 | Slovenia           | 240   |
| 4 | Montenegro         | 234   |
| 5 | Svizzera           | 195   |

## Altri premi ricevuti

### Marcel Bezençon Award
I Marcel Bezençon Awards sono stati assegnati per la prima volta durante l'Eurovision Song Contest 2002 a Tallinn, in Estonia, in onore delle migliori canzoni in competizione nella finale. Fondato da Christer Björkman (rappresentante della Svezia nell'Eurovision Song Contest del 1992 e capo della delegazione per la Svezia fino al 2021) e Richard Herrey (membro del gruppo Herreys e vincitore dalla Svezia nell'Eurovision Song Contest 1984), i premi prendono il nome del creatore del concorso, Marcel Bezençon.
I premi sono suddivisi in 3 categorie:
- Press Award: Per la miglior voce che viene votata dalla stampa durante l'evento.
- Artistic Award: Per il miglior artista, votato fino al 2009 dai vincitori delle scorse edizioni. A partire dal 2010 viene votato dai commentatori.
- Composer Award: Per la miglior composizione musicale che viene votata da una giuria di compositori.

| Anno | Categoria      | Artista          | Canzone         | Compositore                         |
| ---- | -------------- | ---------------- | --------------- | ----------------------------------- |
| 2007 | Artistic Award | Marija Šerifović | Molitva         | Vladimir Graić, Saša Milošević Mare |
| 2022 | Artistic Award | Konstrakta       | In corpore sano | Ana Đurić, Milovan Bošković         |

### OGAE Eurovision Song Contest Poll
L'OGAE Eurovision Song Contest Poll è la classifica fatta dai gruppi dell'OGAE, organizzazione internazionale che consiste in un network di oltre 40 fan club del Contest di vari Paesi europei e non. Come ogni anno, i membri dell'OGAE hanno l'opportunità di votare per la loro canzone preferita prima della gara e i risultati sono stati pubblicati sul sito web dell'organizzazione.
| Anno | Categoria | Artista          | Canzone | Compositore                         |
| ---- | --------- | ---------------- | ------- | ----------------------------------- |
| 2007 | OGAE 2007 | Marija Šerifović | Molitva | Vladimir Graić, Saša Milošević Mare |

### Barbara Dex Award
Il Barbara Dex Award è un riconoscimento non ufficiale con il quale viene premiato l'artista peggio vestito all'Eurovision Song Contest. Prende il nome dall'omonima artista belga che nell'edizione del 1993 si è presentata con un abito che lei stessa aveva confezionato e che aveva attirato l'attenzione negativa dei commentatori e del pubblico.
| Anno | Categoria         | Artista         | Canzone         | Compositore         |
| ---- | ----------------- | --------------- | --------------- | ------------------- |
| 2010 | Barbara Dex Award | Milan Stanković | Ovo je Balkan   | Goran Bregović      |
| 2013 | Barbara Dex Award | Moje 3          | Ljubav je svuda | Saša Milošević Mare |

## Città ospitanti
| Anno | Città    | Luogo         | Presentatori                        |
| ---- | -------- | ------------- | ----------------------------------- |
| 2008 | Belgrado | Kombank Arena | Željko Joksimović e Jovana Janković |

## Serbia come parte della Jugoslavia all'Eurovision Song Contest
In sei occasioni una canzone serba fu scelta per rappresentare la Jugoslavia.
- Primo posto
- Secondo posto
- Terzo posto
- Ultimo posto

| Anno | Artista           | Canzone                 | Lingua       | Posizione | Posizione |
| Anno | Artista           | Canzone                 | Lingua       | Finale    | Punti     |
| ---- | ----------------- | ----------------------- | ------------ | --------- | --------- |
| 1961 | Ljiljana Petrović | Neke davne zvezde       | Serbo-croato | 8º        | 9         |
| 1962 | Lola Novaković    | Ne pali svetla u sumrak | Serbo-croato | 4º        | 10        |
| 1974 | Korni Grupa       | Moja generacija         | Serbo-croato | 12º       | 6         |
| 1982 | Aska              | Halo, halo              | Serbo-croato | 14º       | 21        |
| 1991 | Bebi Dol          | Brazil                  | Serbo-croato | 21º       | 1         |
| 1992 | Extra Nena        | Ljubim te pesmama       | Serbo        | 13º       | 44        |

## Serbia come parte di Serbia e Montenegro all'Eurovision Song Contest
La Serbia e Montenegro partecipò all'Eurovision Song Contest solo due volte, nel 2004 e nel 2005. Nel 2006 a causa di problemi interni, sfociati poi nella separazione, si ritirò dalla manifestazione, ma le fu consentito di partecipare al televoto. Nel 2004, che segnò anche il ritorno della nazione dopo 12 anni d'assenza, fu selezionato un cantante serbo Željko Joksimović, accompagnato dalla Ad-Hoc Orchestra, che arrivò secondo.
- Primo posto
- Secondo posto
- Terzo posto
- Ultimo posto

| Anno | Artista                              | Canzone   | Lingua | Posizione | Posizione | Posizione | Posizione |
| Anno | Artista                              | Canzone   | Lingua | Finale    | Punti     | Semi      | Punti     |
| ---- | ------------------------------------ | --------- | ------ | --------- | --------- | --------- | --------- |
| 2004 | Željko Joksimović & Ad-Hoc Orchestra | Lane moje | Serbo  | 2º        | 263       | 1º        | 263       |